# Randwyck
Randwyck, en limbourgeois et maastrichtois Randwiek, est un quartier résidentiel et de bureaux dans le sud-est de la ville de Maastricht.

## Géographie
Randwyck est bordé à l'ouest par la Meuse et le quartier Heugem, dans le nord par les quartiers Céramique (partie du Wyck) et Heugemerveld, à l'est par les quartiers de Heer et De Heeg et au sud par la municipalité de Eijsden-Margraten.

## Histoire
Le quartier Randwyck tire son nom du bastion Randwyck. Cette fortification se trouvait sur l'île de la Meuse où le gouvernement provincial a été construit en 1986.
La zone a été Randwyck était initialement prévus pour l'expansion de l'Université de Maastricht, mais puisque la plupart des universités et des logements étudiants sont dans le centre-ville de Maastricht, un usage plus large fut recherché.
Le premier bureau de Randwyck date de la fin des années 1970. Dans les années 1980 et 1990 grands complexes ont été construits dont le gouvernement, le MECC, l'hôpital universitaire ainsi qu'un petit quartier résidentiel.

## Patrimoine
Les principaux éléments sont concentrés au nord du quartier. Son développement est inspiré de celui de Louvain-la-Neuve, le campus français de l’Université catholique de Louvain, au début des années 1970. L'élaboration des plans a été confié à l’architecte de Maastricht Gerard Snelder en collaboration avec les architectes Sigmond et Van Wunnik.
Au début des années 1980, le développement et les concessions dans le quartier ont stagné, de sorte que la cohérence du quartier a diminué. Les principaux projets tels que celui du gouvernement, du MECC, et de l'hôpital de Maastricht présentent un accès et une organisation chaotique.
En 1988, l'architecte colonais Oswald Unger a été chargé de développer une nouvelle vision globale pour le quartier. En collaboration avec J. von Brandt, il a élaboré un plan global dans lequel la diversité des fonctions est mise en avant afin de créer une ville dans la ville. Le but était aussi d'apporter des espaces publics et des structures végétales ouvertes.
Le Campus Maastricht de l'architecte espagnol Santiago Calatrava associe l'espace de logement Servatius et l'Université de Maastricht. Ce projet a été interrompue en raison de la mauvaise gestion financière. Seules les fondations et les infrastructures souterraines sont construites.

## Services
Randwyck comprend un certain nombre d'éléments d'importance régionale et nationale, comme le MECC, l'hôpital universitaire, certaines facultés de l'Université de Maastricht et le gouvernement provincial.
En raison de la faible population de Randwyck, il y a peu de commerces. Les magasins, les églises, les centres communautaires et les installations sportives sont principalement dans les quartiers adjacents de Heugem et De Heeg.
Le quartier est bien desservi par les transports en commun. Par ailleurs, la gare de Maastricht-Randwyck se trouve au nord du quartier.

## Galerie

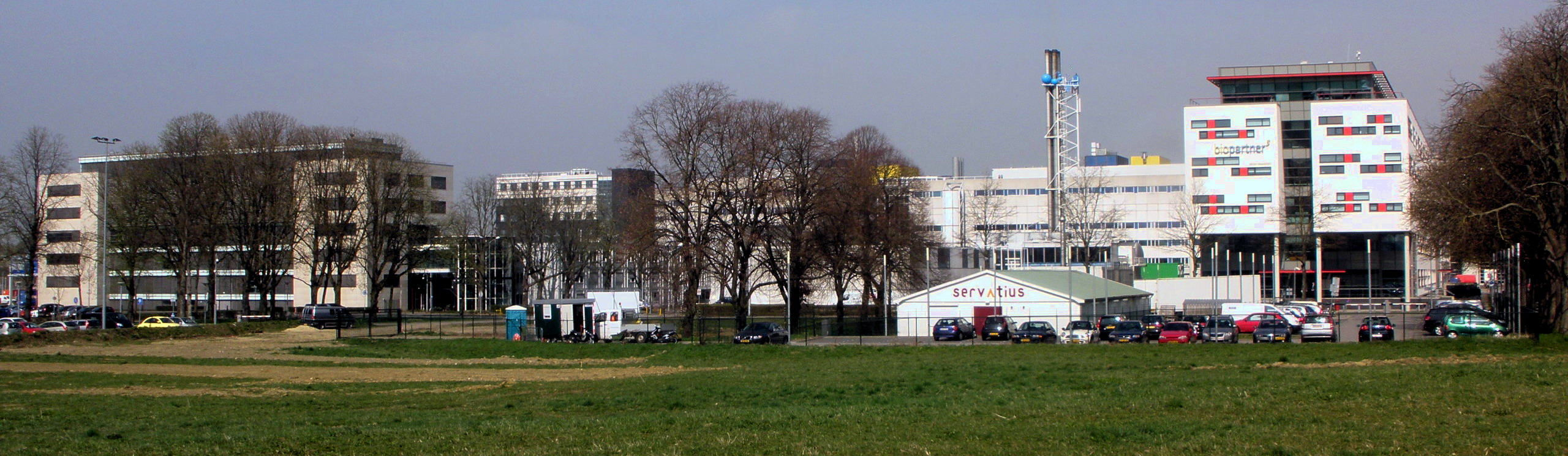
Campus de l'université.
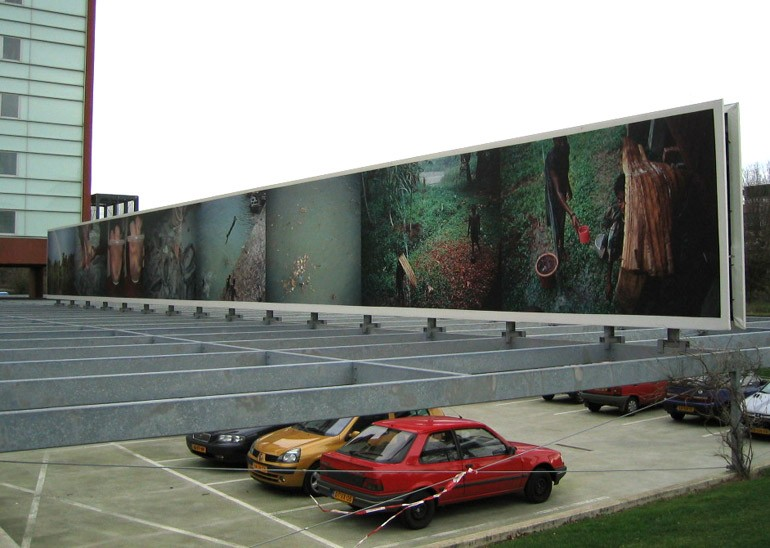
Illustration de Roy Villeroy.
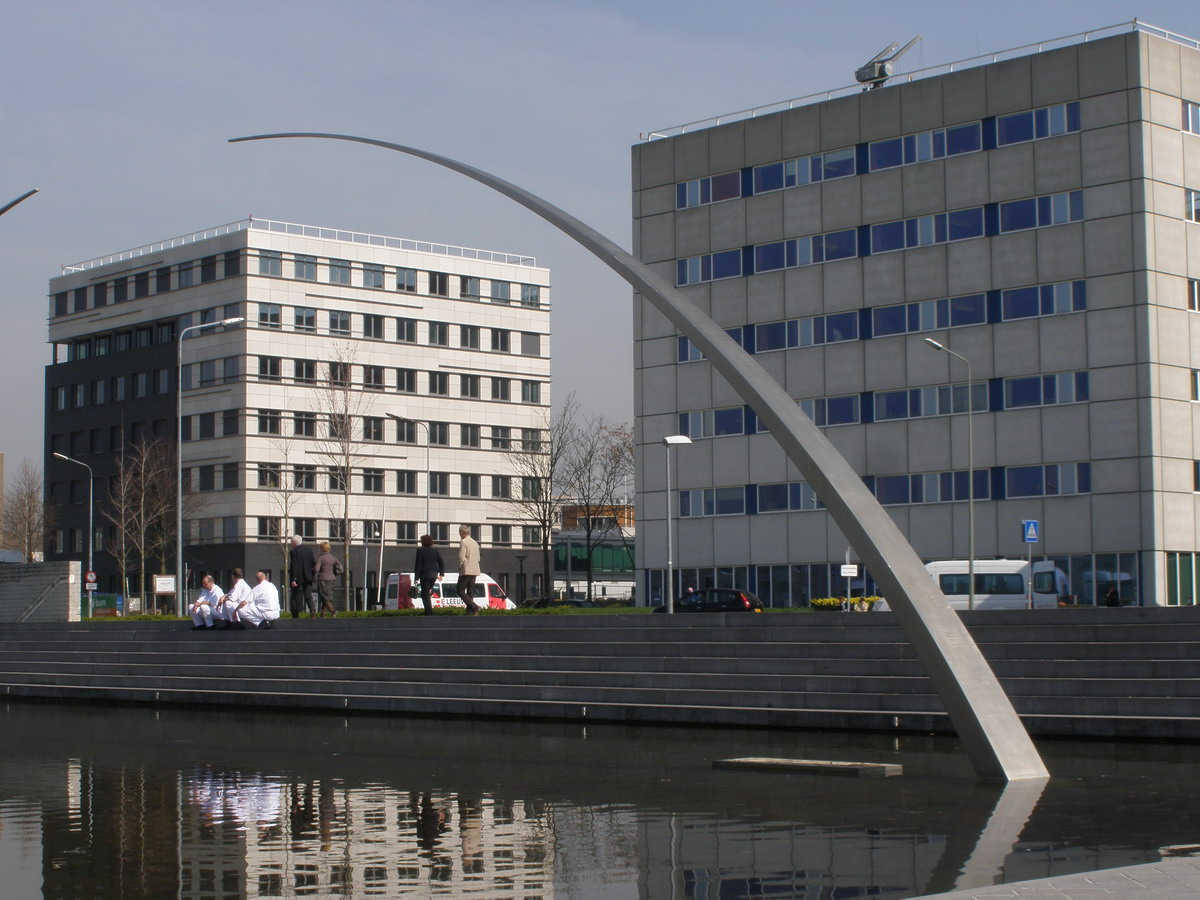
Monument devant l'hôpital universitaire.
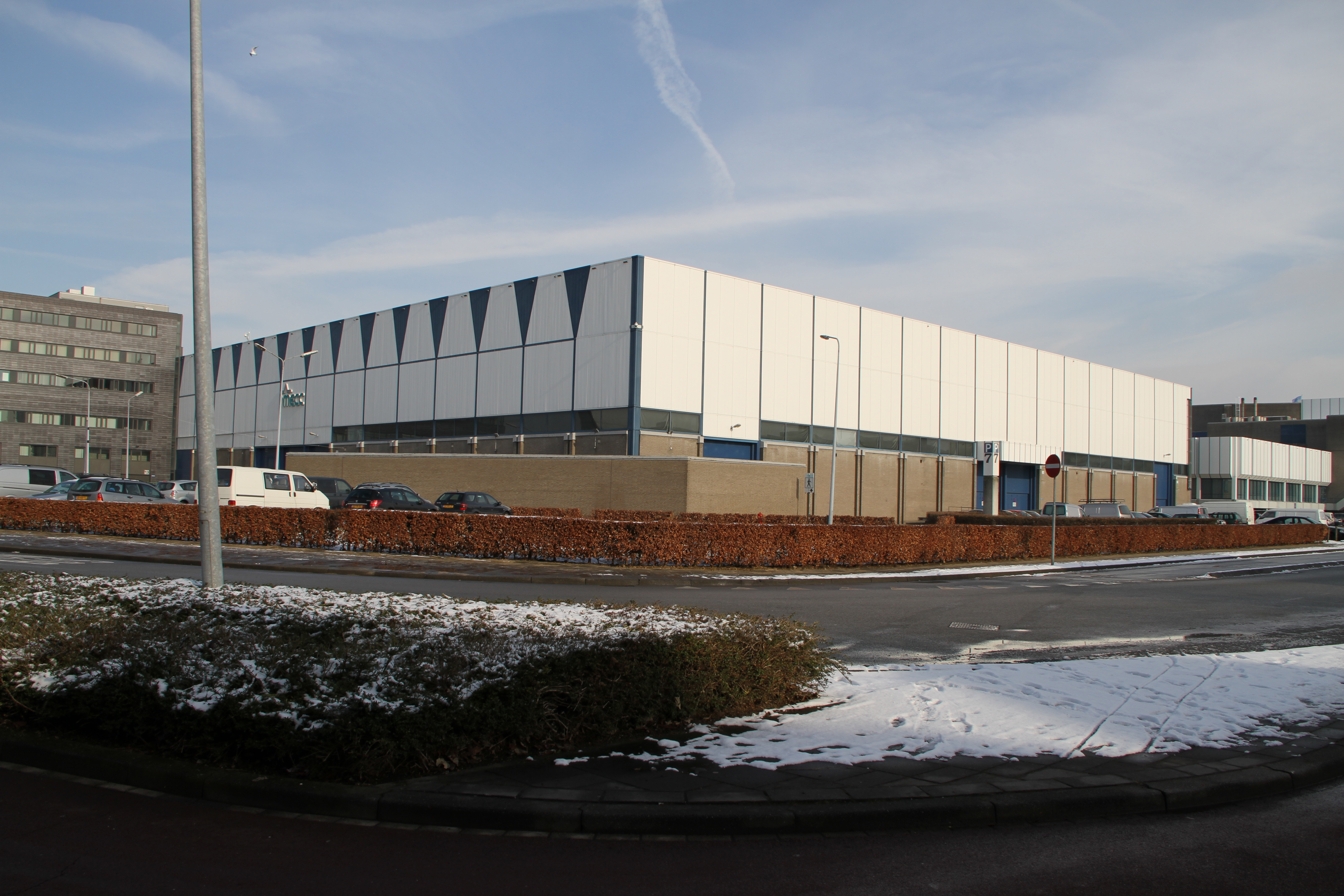
Le MECC.
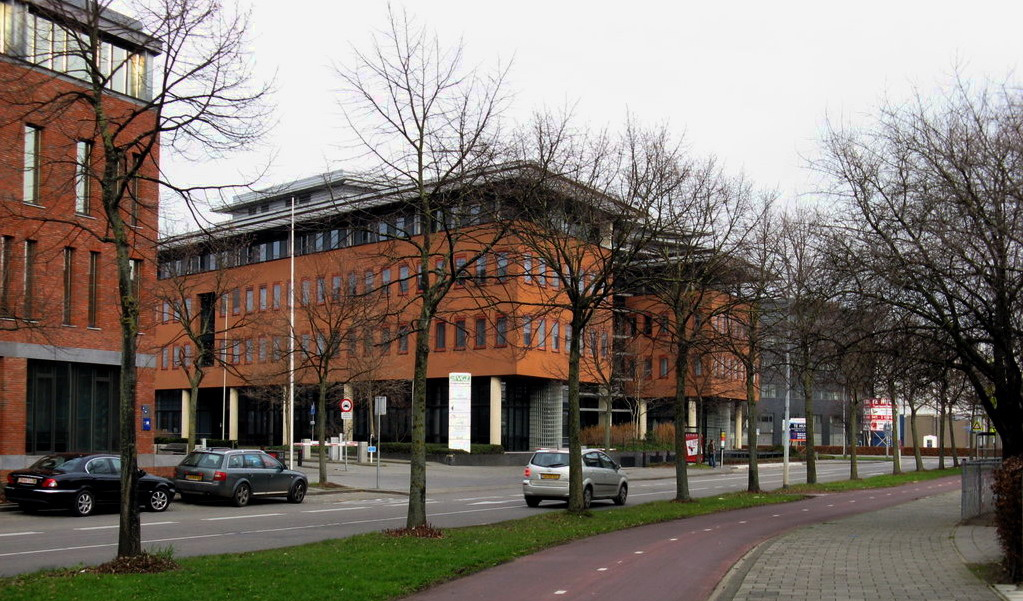
Bureaux de Randwyck-Noord.
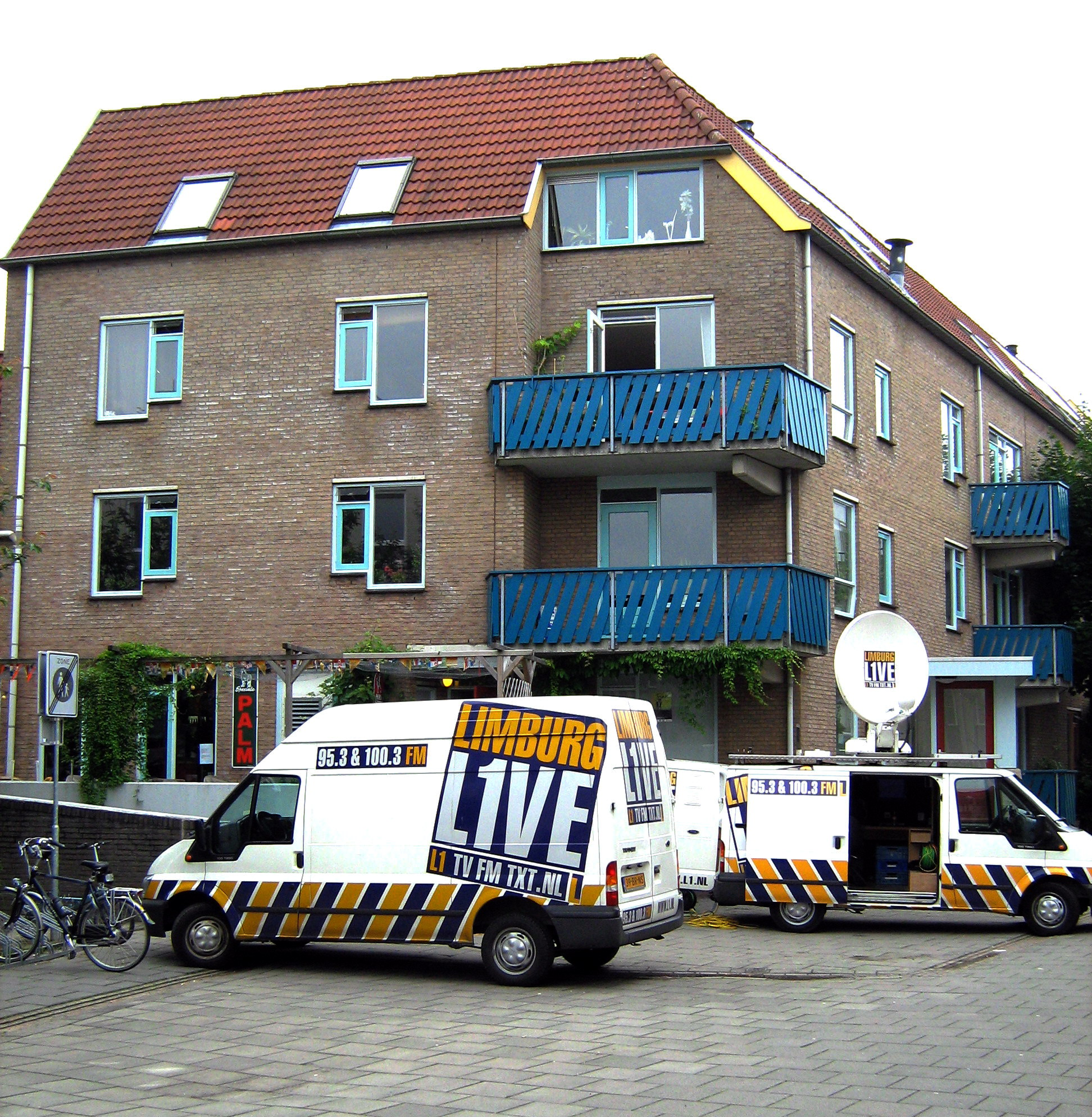
Logements dans le quartier.

## Sources
- (nl) Cet article est partiellement ou en totalité issu de l’article de Wikipédia en néerlandais intitulé « Randwyck » (voir la liste des auteurs).

## Compléments